# كوريل فنتورا
كانت كوريل فنتورا أول حزمة شهيرة للنشر المكتبي لأجهزة الحاسوب المتوافقة مع حواسيب آي بي إم، والتي تقوم بتشغيل امتداد GEM لنظام التشغيل دوس(DOS).، وتم تطوير البرنامج في الأصل بواسطة فنتورا للبرمجيات، وهي شركة برمجيات صغيرة أسسها جون ماير، ودون هيسكل، ولي جاي لورينزن، واِلْتَقَى الجميع بعضهم بعضاً  أثناء العمل في شركة الأبحاث الرقمية، وتم تشغيله تحت نسخة نظام تنفيذ البرامج المضمنة من GEM الخاص بـ شركة الأبحاث الرقمية.

## تاريخها
تم إصدار النسخة الأولى من فنتورا بوبليشر في عام 1986، وَوزعت في جميع أنحاء العالم حصرا من قبل زيروكسيك، وحتى فينتورا للبرمجيات باعت شفرة المصدر للشركة السابقة في عام 1990، وتوقفت شركة فنتورا الأصلية للبرمجيات عن العمل في فبراير 1990، وشكلت فنتورا شركة برمجيات جديدة في ذلك الوقت، وهي شركة تابعة لشركة زيروكس. وعمل المطورون من الشركة الأصلية مع شركة زيروكس فنتورا للبرمجيات الجديدة لإنتاج الإصدار 3.0 الذهبي، وقد صدر هذا الإصدار الذهبي في أواخر عام 1990، إلى جانب DOS / GEM ، والذي كان متاحًا أيضًا لأنظمة Win16 وMac وOS / 2 .

فنتورا بوبليشر لشركة زيروكس يعمل على نظام GEM

ولم يعد المؤسسون الثلاثة لبرنامج فنتورا الأصلي يعملون على المنتج بعد نوفمبر 1990. وتم إصدار الإصدار 4.0 في عام 1991، وقد كان الإصدار الأخير الذي أصدرته شركة فنتورا للبرمجيات، هو: 4.1.1 في عام 1993.
يمتلك فنتروا بوبليشر بعض الإمكانيات لتحرير النصوص، ورسم الخطوط الخاصة به، ولكنه قد صمم للتفاعل مع مجموعة متنوعة من برامج معالجة النصوص، والرسومات بدلاً من استبدالها، ولتحقيق هذه الغاية، تم تخزين النص، وتحميله، وإعادة حفظه إلى ملفات معالج الكلمات بالتنسيقات الأصلية لمجموعة متنوعة من معالجات النصوص، بما في ذلك ووردبيرفكت وووردستار والإصدارات المبكرة من مايكروسوفت وورد، بدلاً من أن يتم دمجه في ملفات الفصل، فسمح ذلك للمستخدمين بالاستمرار في استخدام معالجات الكلمات المفضلة لديهم لإجراء تغييرات كبيرة على النص، وعمليات التدقيق الإملائي، وما إلى ذلك، وتم تمييز الفقرات بخلاف النص الأساسي الافتراضي بأسماء وصفية تم تحديدها بالكامل بواسطة المستخدم، وتم تمثيل الأحرف والسمات التي ليس لها مكافئ أصلي في معالج نصوص معين بتسلسلات قياسية من الأحرف، وعند العمل مع الملفات خارج فنتورا بوبليشر، يمكن تغيير هذه الأشياء: علامات الفقرة، ورموز السمات، والسمات الخاصة بحرية، تمامًا مثل أي نص آخر، وكانت هذه العلامات تشبه إلى حد كبير علامات لغة توصيف النص الفائق (HTML).
وكان فنتورا بوبليشر أول برنامج تنضيد رئيسي لدمج مفهوم إطار «الصفحة الأساسية» الضمني، وواحد من أوائل البرامج التي تدمج مفهومًا قويًا كـ «ورقة النمط». وأنتجت مستندات بدرجة عالية من التناسق الداخلي، ما لم يتم تخطيها على وجه التحديد من قبل المستخدم، وإن مفاهيمها الخاصة بالنص المتدفق بحرية، بوضع علامات على الفقرات، ورموز السمات والأحرف الخاصة، كان متوقعًا أن المفاهيم مماثلة متأصلة في لغة توصيف النص الفائق (HTML) وَ لغة الترميز القابلة للامتداد (XML). وبالمثل، فإن مفهومها عن ملفات «النشر» التي تربط ملفات «الفصل» ببعضها، أعطاها القدرة على التعامل مع المستندات بمئات (أو حتى آلاف) الصفحات في الطول بنفس سهولة التعامل مع رسالة إخبارية من أربع صفحات.
وكانت نقاط القوة الرئيسية في إصدار DOS / GEM الأصلي من فنتورا بوبليشر هي:
- قدرتها على العمل، على مجموعة واسعة من الأجهزة، بأوقات استجابة معقولة، (بما في ذلك أجهزة الكمبيوتر التي تستند إلى 8086 و 80286).
- قدرتها على إنتاج مستندات بشكل افتراضي بدرجة عالية من التناسق الداخلي.
- إعادة التصدير التلقائي للنص إلى التنسيقات الأصلية لمعالج الكلمات.
- قدرتها على الطباعة على مجموعة متنوعة من الأجهزة، بما في ذلك: لغة بوست سكريبت، ولغة وصف الصفحة، ولغة إنتربرس، وطابعات الليزر، وأجهزة فصل الألوان، وبالإضافة إلى بعض الطابعات النقطية الشائعة.

وتم الحصول على التطبيق من قبل شركة كوريل في عام 1993، وتمت إعادة تجميعه وسرعان ما تم إصداره باسم كوريل فنتورا 4.2 دون أي تغيير كبير في التطبيق، بخلاف التخلي عن كل الدعم للأنظمة الأساسية الأخرى، ماعدا مايكروسوفت ويندوز.
كان أول إصدار حقيقي من شركة كوريل هو 5.0، وتم إصداره في عام 1994، وأجري عليه تغييرات أساسية على واجهة المستخدم، وهيكل المستند، ولهذا السبب، وبسبب تصاعد الاحتياجات لإصدارات كوريل المختلفة، لا يزال إصدار DOS / GEM الأصلي يحتوي على عدد صغير من المستخدمين المتعصبين أوالمتشددين.
وتمت إعادة كتابة التطبيق لمنصة Win32 وتم إصداره في عام 1996، بعنوان كوريل فنتورا 7 (بدلاً من 6) بحيث يتطابق مع رقم إصدار كوريل درو. وتم إصدار كوريل فنتورا 8 في عام 1998. وآخر إصدار قد نشر كان كوريل فنتورا 10 في عام 2002 (آخر تحديث في فبراير 2003)، ويقال إنه يعمل في نظام التشغيل ويندوز 10 في وضع التوافق مع بعض القيود الوظيفية بعد الحلول البديلة، وعلى نظام لينكس عبر برنامج واين (تم التحقق منه في أبريل 2020).
وكتطبيق يتمتع بنقاط قوة في المستندات الأكثر تنظيمًا، وقد كان المنافسون الرئيسيون له هم: FrameMaker، وأدوبي إنديزاين، و QuarkXPress .

## روابط خارجية
- كتيب فنتورا بوبليشر